# Alabamas flag
Alabamas flag er hvidt med et rødt andreaskors. Flaget blev indført 16. februar 1895. Flagets størrelsesforhold blev ikke officielt fastsat, men andreaskorset skulle være mindst seks tommer bredt. Tanken var at indføre et flag, der både i form og indhold mindede om Konføderationens faner, deraf andreaskorset og praksissen med at gøre flaget kvadratisk. I nyere tid er den rektangulære form mest udbredt. 